# 馮襄
馮襄（1793年8月6日—1867年），原名耀祖，字象離，號燦如，又字翊垣，行一又行四，四川鄰水縣人，道光五年（1825年）乙酉科拔貢，道光十九年己亥科順天鄉試舉人，咸豐三年九月帶領引見，奉硃筆圈岀發往順天以知縣差遣委用，咸豐四年（1854年）四月補直隸平鄉縣知縣，同年升署薊州知州。咸豐六年兼理廣宗縣知縣。咸豐十年復任平鄉縣知縣。